# Nomioides schwarzi
Nomioides schwarzi là một loài Hymenoptera trong họ Halictidae. Loài này được Pesenko mô tả khoa học năm 1989.